# Hiroshi Teshigahara
Hiroshi Teshigahara (jap. 勅使河原 宏  Teshigahara Hiroshi; ur. 28 stycznia 1927 w Tokio, zm. 14 kwietnia 2001 tamże) – japoński awangardowy reżyser filmowy, syn Sōfū Teshigahary, założyciela i mistrza szkoły ikebany Sōgetsu. Teshigahara przeniósł na ekran kilka powieści Kōbō Abe (m.in. Kobieta z wydm, Pułapka).
Studiował sztuki plastyczne.

## Wybrana filmografia
- 1962 Pułapka[1]
- 1964 Kobieta z wydm[1]
- 1966 Twarz innego[1]
- 1968 Spalona mapa
- 1968 Człowiek bez tożsamości[1]
- 1972 Żołnierze na lato[1]
- 1989 Rikyu (o ostatnich latach życia mistrza ceremonii herbacianej – Sen no Rikyū)
- 1992 Księżniczka Goh

## Nagrody
- Nagroda na MFF w Cannes 1964: Nagroda Jury za Kobieta z wydm[1]